# Branduardi canta Yeats
Branduardi canta Yeats è un album del cantautore italiano Angelo Branduardi, pubblicato nel 1986.
Come per il suo brano Confessioni di un malandrino, il cui testo è ispirato ad una poesia di Sergej Esenin, nel suo nono album Angelo Branduardi torna alla poesia mettendo in musica dieci poesie di William Butler Yeats tradotte ed adattate da Luisa Zappa.
Tutte le musiche sono di Branduardi eccetto La canzone di Aengus il vagabondo che è di Donovan. Il progetto di questo album fu approvato da Michael e Ann Yeats, figli del poeta.

## Tracce
1. I cigni di Coole (The Wild Swans at Coole) - 5:26
2. Il cappello a sonagli (The Cap and Bells) - 4:02
3. La canzone di Aengus il vagabondo (The Song of Wandering Aengus) - 4:13
4. Il mantello, la barca e le scarpe (The Cloak, the Boat and the Shoes) - 3:48
5. A una bambina che danza nel vento (To a Child Dancing in the Wind) - 1:49
6. Il violinista di Dooney (The Fiddler of Dooney) - 3:43
7. Quando tu sarai... (When you are Old) - 3:26
8. Un aviatore irlandese prevede la sua morte (An Irish Airman Forsees his Death) - 3:55
9. Nel giardino dei salici (Down to the Salley Gardens) - 2:57
10. Innisfree, l'isola sul lago  (The Lake Isle of Innisfree) - 4:25

## Formazione

### Studio
- Angelo Branduardi – chitarra, violino, violino baritono, voce, cori, flauto
- Maurizio Fabrizio – chitarra, cori, scrittura e direzione degli archi in Innisfree, l'isola sul lago
- Josè De Ribamar "Papete" – percussioni

### Live
- Angelo Branduardi – chitarra, violino, voce, cori, flauto dolce, armonica a bocca
- Maurizio Fabrizio – chitarra, cori
- Bruno De Filippi – armonica a bocca, flauto dolce, ocarina, strumenti a plettro
- Josè De Ribamar "Papete" – percussioni